# Tembi Locke
Tembekile "Tembi" Michale Locke (Houston, 26 de julho de 1970) é uma atriz e ativista norte-americana, formada em História da Arte pela 
Universidade Wesleyan. Mais conhecida por interpretar a Dra. Grace Monroe na série Eureka e a Dra. Diana Davis em Sliders. Ela também apareceu em várias  séries como The Mentalist, Castle e Bones.
Sua carreira no horário nobre da TV começou ao interpretar um dos interesses amorosos de Will Smith na série  The Fresh Prince of Bel-Air.
Locke e seu marido, um chef italiano, vivem e trabalham em Los Angeles, na Califórnia. Ela é  vegetariana e cultiva regularmente alimentos em terrenos baldios da cidade. Locke é também uma cozinheira gourmet e gosta de caminhar, correr e pescar. Ela também está engajada em várias movimentos sociais.